# باد برادلي
باد برادلي هو سياسي كندي، ولد في 30 أبريل 1938 في نياجارا فولز في كندا. حزبياً، نشط في الحزب الكندي التقدمي المحافظ. وقد انتخب عضو مجلس العموم الكندي.